# Robert Jahrling
Pour les articles homonymes, voir Jährling.
Robert Jahrling,  né le 14 février 1974 à Berlin, est un rameur d'aviron australien. Il est le fils de Marina Wilke et Harald Jährling.
Il remporte la médaille d'argent olympique de huit aux Jeux olympiques de 2000 à Sydney.
Il est aussi médaillé de bronze aux championnats du monde d'aviron 2002 en deux barré. 